# Edson Perri
Pour les articles homonymes, voir Perri.
Edson Perri, né le 5 juin 1928 à Rio de Janeiro et mort le 2 août 2025, est un joueur et entraîneur de water-polo brésilien. 

## Biographie
Edson Perri participe notamment au tournoi masculin des Jeux olympiques d'été de 1952. Aux Jeux panaméricains, il est médaillé d'argent en 1951 et médaillé de bronze en 1955. 
Après avoir été entraîneur adjoint aux Jeux de 1960, il devient entraîneur principal, menant la sélection brésilienne lors des Jeux olympiques de 1968 et 1984  ainsi que le club de Botafogo dans les années 1970 et 1980. Perri meurt le 2 août 2025, à l'âge de 97 ans.